# Executiu agressiu
 Executiu agressiu  (original: Anger Management) és una pel·lícula estatunidenca dirigida per Peter Segal, estrenada el 2003. Rudolph Giuliani, alcalde de Nova York en l'època del rodatge i amic personal d'Adam Sandler efectua un cameo al final de la pel·lícula. Ha estat doblada al català.

## Argument
El 1978, un jove Dave Buznik jove està a punt de besar la noia dels seus somnis, quan Arnie Shankman li tira avall els seus pantalons i roba interior, avergonyint-lo davant de tothom. Això deixa Dave amb un trauma relacionat amb mostrar l'afecte en públic, així com reprimir les seves emocions.
Dave Buznik, un home de negocis viu portant malament les situacions conflictives, tot guardant la calma. En un avió, Dave té un altercat amb un altre passatger que degenera. La jutja encarregada de l'informe obliga Dave a seguir un programa de psicoteràpia de gestió de la còlera i de l'agressivitat. Hi coneix el Dr. Buddy Rydell que serà el seu pitjor malson.

## Repartiment
- Adam Sandler:  Dave Buznik
- Jack Nicholson:  Dr. Buddy Rydell
- Marisa Tomei:  Linda
- Luis Guzmán:  Lou
- Jonathan Loughran:  Nate
- Kurt Fuller:  Frank Head
- Krista Allen:  Stacy
- January Jones:  Gina
- John Turturro:  Chuck
- Lynne Thigpen:  Jutge Brenda Daniels
- Nancy Walls:  Ajudant de vol
- Woody Harrelson: Galaxia/Guàrdia de seguretat
- Kevin Nealon:  Sam
- Allen Covert:  Andrew
- Adrian Ricard:  Rose Rydell
- Rudolph Giuliani:  Ell mateix
- Heather Graham: Kendra

## Rebuda de la critica
Les ressenyes d’Executiu agressiu són variades. El portal Rotten Tomatoes informa que un 43% de les crítiques són positives, amb un resultat de 5.1 sobre 10, basat en 189 ressenyes Metacritic donava una ràtio de 52 sobre 100, basat en 38 ressenyes.